# فینال ای‌اف‌سی کاپ ۲۰۰۶
فینال ای‌اف‌سی کاپ ۲۰۰۶ مسابقه فینال سومین دوره ای‌اف‌سی کاپ بود که در سال ۲۰۰۶ برگزار شد و الفیصلی اردن به مقام قهرمانی دست یافت.

## مسابقه
بازی اول
| المحرق | ۰–۳ | الفیصلی |
| ------ | --- | ------- |
|        |     |         |

بازی دوم
| الفیصلی | ۲–۴ | المحرق |
| ------- | --- | ------ |
|         |     |        |